# Kendall Johnson
Kendall Elizabeth Johnson (* 24. April 1991 in Portland, Oregon) ist eine US-amerikanische Fußballspielerin.

## Karriere

### Verein
Johnson begann ihre Karriere im Jahr 2012 beim W-League-Teilnehmer Colorado Rush und wurde Anfang 2013 beim College-Draft zur neugegründeten NWSL in der zweiten Runde an Position zwölf vom Sky Blue FC verpflichtet. Ihr Ligadebüt gab sie am 14. April 2013 gegen die Western New York Flash. Im September 2014 wechselte Johnson leihweise bis Jahresende zum australischen Erstligisten Western Sydney Wanderers und schloss sich zur Saison 2015 der NWSL dem Portland Thorns FC an.

### Nationalmannschaft
Johnson war Mitglied der US-amerikanischen U-20-Nationalmannschaft, mit der sie im Jahr 2010 an der CONCACAF U-20-Meisterschaft der Frauen, die die US-Auswahl gewinnen konnte, und der U-20-Weltmeisterschaft teilnahm.